# Juan Gómez Casas
Juan Gómez Casas (Bordeus, 1921-Madrid, 27 d'agost de 2001) va ser un escriptor, traductor i anarcosindicalista espanyol. Fou Secretari General de la CNT en dos períodes i autor de nombrosos escrits.
Nasqué a França en una família espanyola de l'emigració econòmica que s'instal·là posteriorment a Espanya. Militant de la CNT des de la seva més primerenca joventut i de les Joventuts Llibertàries, treballà com a recauxutador. El 1938 s'incorporà com a soldat a la 39a Brigada Mixta a la guerra civil espanyola.
Després de la derrota de 1939 i gràcies a la seva joventut aconsegueix evitar ser represaliat. Mantingué activitat clandestina i serà nomenat el 1946 Secretari General de les Joventuts Llibertàries del Centre i un any després de les de tota la Confederació, participant en el Congrés de Tolosa de Llenguadoc de 1947. El gener de 1948 patí una detenció on se li trobà a casa una impremta amb la que s'editaven Tierra y Libertad i Juventud Libre. Per això serà condemnat a 30 anys de presó, que complirà a Sant Miquel dels Reis, Ocaña i Burgos fins a 1962, tot i un intent de fuga el 1956. Aleshores treballà com a comptable en un hotel i es dedicà a escriure tant literatura de ficció com divulgativa sobre l'anarquisme i el sindicalisme.
Mort el dictador Franco, és un dels militants cenetistes que legalitza al sindicat i resulta el primer Secretari General de la CNT en la nova etapa (agost de 1976 a abril de 1978). Després del V Congrés s'oposa rotundament als corrents reformistes que van impugnar aquest.
Fou defensor d'una línia anarcosindicalista i llibertària pura, es manifesta en contra tot possibilisme i de fer de la CNT un sindicat depenent més. Participa en diversos mítings i conferències.
De formació autodidacta, parlava diverses llengües, entre elles l'esperanto.

## Obres
- Cuentos carcelarios, Madriz, Zyx, 1968.
- Situación límite, Madrid, Sedmay Ediciones, 1975.
- Autogestión en España, Madrid, Juan Gómez Casas, 1976, ISBN 84-400-2084-8
- Los anarquistas en el gobierno : (1936-1939), Barcelona, Bruguera, 1977, ISBN 84-02-05173-1
- El relanzamiento de la C.N.T., 1975-1979: (con un epílogo hasta la primavera de 1984), Móstoles, CNT-AIT, 1984, ISBN 84-398-2555-2
- Historia de la FAI : (aproximación a la historia de la organización específica del anarquismo y sus antecedentes de la Alianza de la Democracia Socialista), Madrid, Fundación Anselmo Lorenzo, 2002, ISBN 84-86864-57-7
- Historia del anarcosindicalismo español : epílogo hasta nuestros días, Madrid, La Malatesta, 2006, ISBN 84-934762-1-8